# 魔女星
魔女星（212 Medea）是第212顆被人類發現的小行星，位于火星和木星之間的小行星帶。它體積非常大，顔色較黑。
魔女星以希臘神話的女巫美狄亞命名。
羚羊丘天文台的觀測者曾測得其光變曲綫數據。羚羊丘天文台是小行星中心指定的官方天文台。
| 前一小行星： 小行星211 | 小行星列表 | 後一小行星： 小行星213 |